# Patches Plain

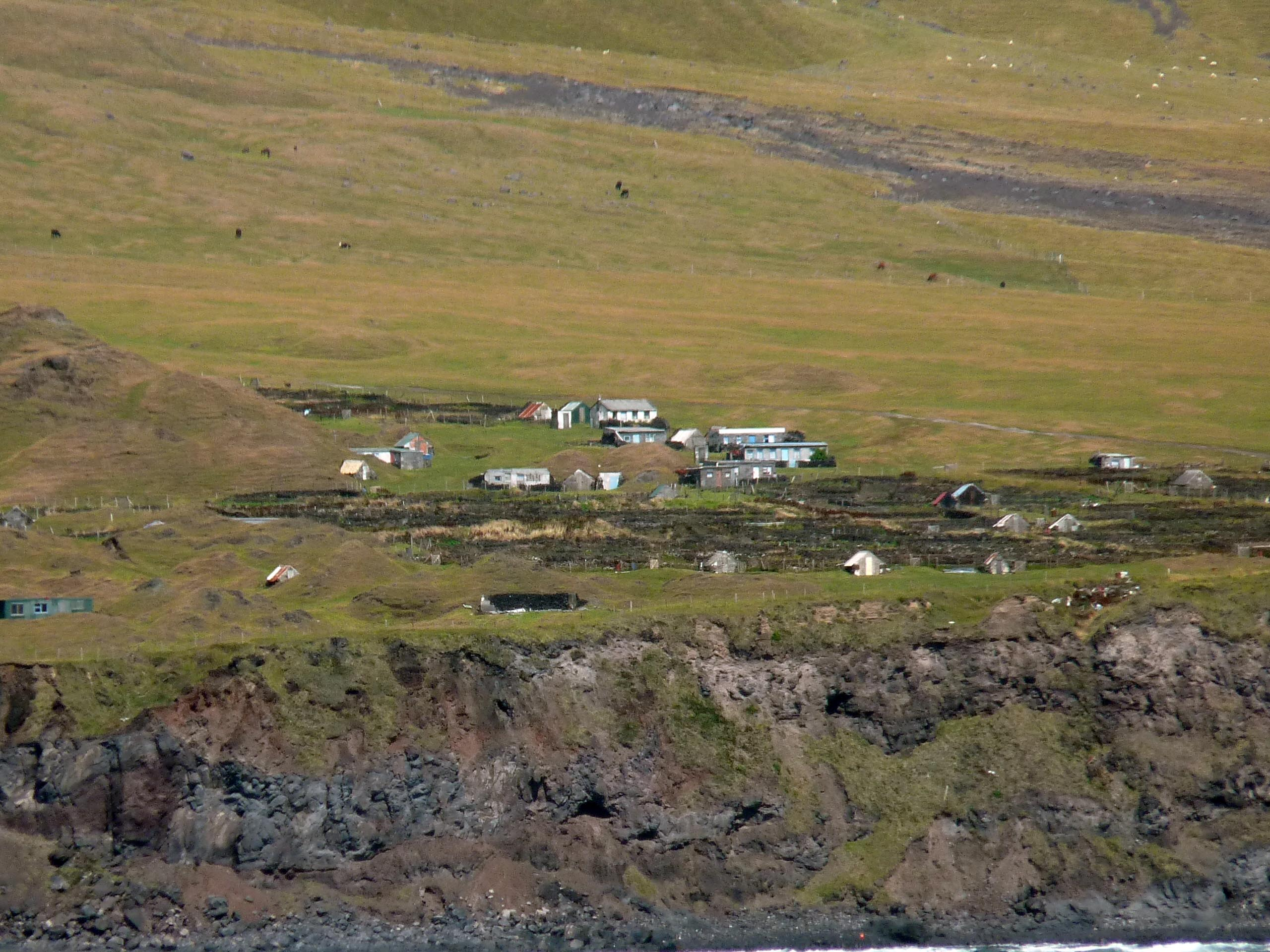
Die Potato Patches

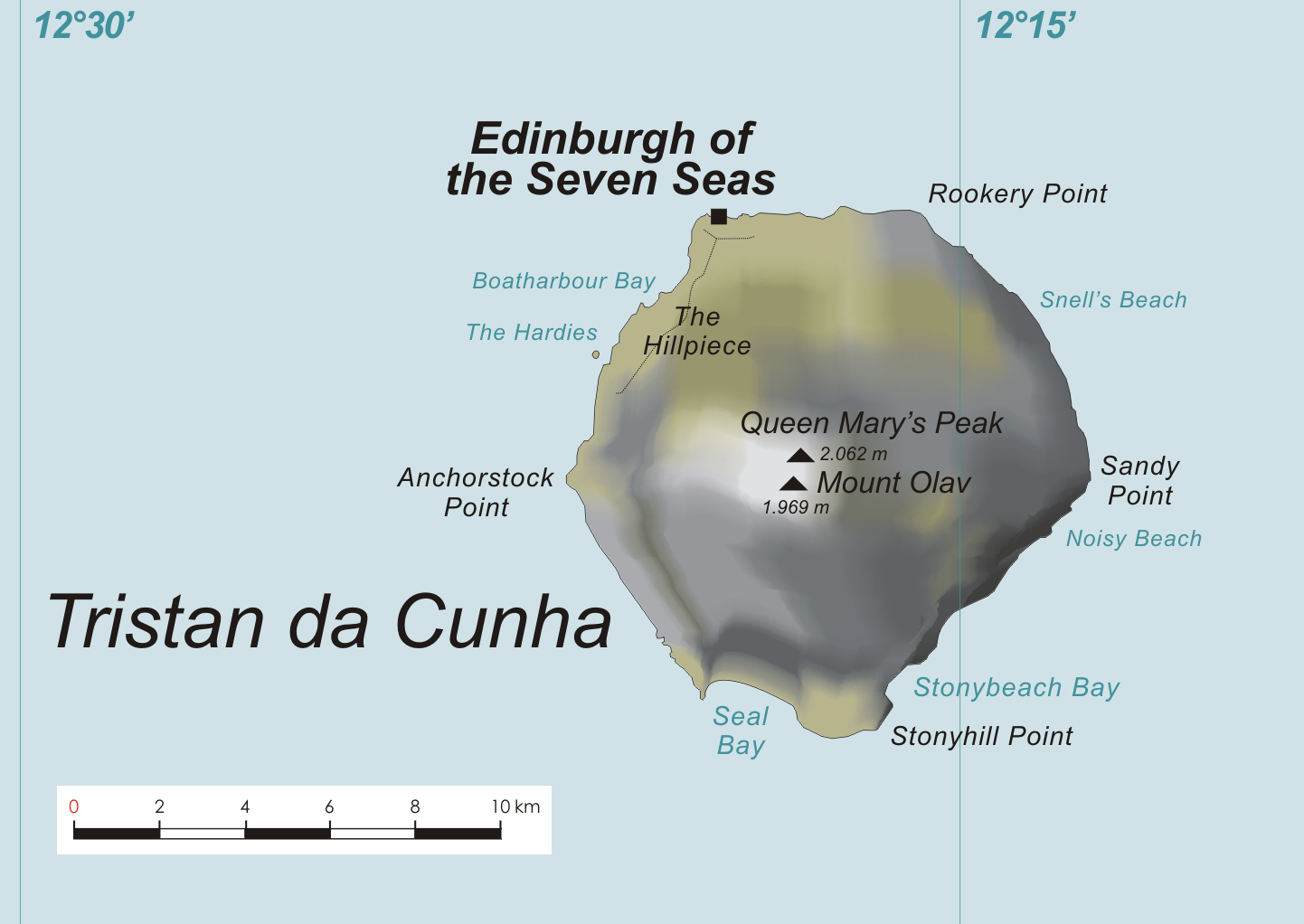
Karte von Tristan da Cunha

Die Patches Plain ist mit einer Länge von gut vier Kilometern und einer Breite von etwa einem Kilometer die größte Ebene der Insel Tristan da Cunha im Südatlantik.

## Geographie
Sie liegt im Nordwesten Tristan da Cunhas westlich der einzigen Siedlung der Insel, Edinburgh of the Seven Seas. Die Ebene ist über eine insgesamt 4,5 Kilometer lange, unbefestigte Straße von Edinburgh aus zu erreichen. Diese Straße ist die einzige der Insel, die den Hauptort verlässt. Die Ebene liegt an der Küste der Insel und steigt nach Südwesten bis auf über 200 Meter an. Am Ende der Ebene beginnen die steilen Felswände des Vulkans, dessen höchster Punkt Queen Mary’s Peak (2062 Meter) in der Mitte der Insel liegt.

Etwa drei Kilometer südwestlich von Edinburgh of the Seven Seas liegen im Norden der Ebene die Potato Patches (Lage), ein Feld aus unregelmäßig angeordneten Beeten. In den Beeten, die aus Schutz vor Witterung von Mauern umgeben sind, werden seit etwa 150 Jahren hauptsächlich Kartoffeln (engl. potatoes) und anderes Gemüse zur Selbstversorgung angepflanzt. Jede Familie auf der Insel besitzt ihre eigenen Felder, die sie selbst bewirtschaftet.
Auf der Ebene befindet sich zudem auf der Leeseite eines kleinen vulkanischen Hügels eine Campinghütte. In deren Nähe liegt der Strand Runaway Beach, wo sich die beliebtesten Rockpools der Insel befinden. Wegen Haien und Meeresströmungen baden die Inselbewohner meist nicht im offenen Meer, sondern in Rockpools.